# Жул Жансен
Пиер Жул Сезар Жансен (на френски: Pierre Jules César Janssen), известен като Жул Жансен, е френски астроном, член на Френската академия на науките и на Лондонското кралско научно дружество.

## Биография
Роден е на 22 февруари 1824 година в Париж, Франция. Неговите родители го гласят за художник, но от ранна възраст той проявява определено влечение към точните науки. След претърпяна злополука през младостта, Жансен остава с проблеми при ходенето, което забавя неговото следване. Изучава математика и физика в Парижкия университет, където получава докторска степен през 1860 година. От 1865 до 1871 е професор по физика в училището по архитектура.
През 1857 година е командирован в Перу, за да определи магнитния меридиан. През 1861 – 1862 е в Италия, където се занимава с изследване на спектралните линии на телура в спектъра на Слънцето. През 1863 година потвърждава, че Луната няма атмосфера, а през 1867, че тази на Марс съдържа водни пари.
През 1868 г. по време на пълното слънчево затъмнение в Индия (18 август 1868) открива спектрален метод за наблюдение на слънчевите протуберанси и открива в слънчевия спектър нов химичен елемент – хелий. По време на пълното слънчево затъмнение на 12 декември 1871 г. той за първи път отчита наличието на фраунхоферови линии на поглъщане в спектъра на слънчевата корона.
Жансен настоява за построяването на обсерватория в Париж през 1875 година. Той представя проект за реставрация на замъка Мьодон и започва да инсталира различни астрономични инструменти от 1876 година нататък. След като получава необходимите средства, през 1879 година е построен първият купол на обсерваторията. И до днес в нея се извършват наблюдения на Слънцето.
Умира на 23 декември 1907 година в Мьодон на 83-годишна възраст